# Rolf Krohmer
Rolf Krohmer (* 30. April 1948 in Nowotroizkoje, Kasachische SSR, Sowjetunion) ist ein kasachisch-deutscher Ingenieur und Professor am Institut für Wasser und Gewässerentwicklung, Bereich Wasserwirtschaft und Kulturtechnik des Karlsruher Instituts für Technologie (KIT).

## Karriere
Rolf Krohmer studierte Bauingenieurwesen an den Universitäten Dschambul, Moskau und St. Petersburg. 1980 promovierte er mit Auszeichnung. 1989 habilitierte er zu Problemen komplexer Zweiphasenströmungen in Wasserbauten und Gewässern. Nach dem Studium arbeitete Krohmer als Hochschuldozent an der TU Dschambul, von wo er zu anderen Universitäten wechselte. Ab 1984 war er Bereichsleiter des Instituts für Wasserwirtschaft und Wasserbau an der Universität Moskau. Ab 1989 hatte Krohmer dort das Amt des Abteilungsleiters der Versuchsanstalt Wasserbau inne. 1992 folgte er dem Ruf an die Universität Karlsruhe, wo er zum Professor und Leiter des Deutsch-Russischen Forschungszentrums (URSUS) ernannt wurde.

## Forschungsschwerpunkte
Hauptschwerpunkte seiner Tätigkeit sind Hochwasserschutz- und Flussbettprozesse, Versagen und Zuverlässigkeitsprognose von Wasserbauwerken sowie integriertes Flussgebietsmanagement großer Einzugsgebiete. Rolf Krohmer zählt zu den führenden Wissenschaftlern auf dem Gebiet der ökologischen Wiederherstellung und Unterhaltung von Gewässern. Er steht in wissenschaftlicher Kooperation mit mehreren Forschungseinrichtungen und Universitäten in Europa und Asien.
Krohmer ist Vorstandsmitglied der Internationalen Akademie für nachhaltige Entwicklungen und Technologien (IANET) an der Universität Karlsruhe sowie ordentliches Mitglied der Russischen Akademie der Wissenschaften für Wasserwirtschaft.

## Auszeichnungen
- 2004: Ehrung als Buchautor des Jahres für sein Deutsch-Russisches Fachwörterbuch
- 2005: Ernennung zum Ritter des Goldenen Adlers der Russischen Föderation
- 2011: Ehrendoktor der Moskauer Universität für Umweltwissenschaften[1]

## Werke
Rolf Krohmer hat 160 wissenschaftliche Beiträge, 6 Fachbücher sowie 2 Wörterbücher publiziert.
- Deutsch-russisches Wörterbuch für Wasserwirtschaft.  Universitäts-Verlag, Karlsruhe, 2008, ISBN 978-3-86644-245-0
- Russisch-deutsches Wörterbuch für Wasserwirtschaft. KIT Scientific Publishing, Karlsruhe, 2010, ISBN 978-3-86644-534-5